# Suso Peña
Jesús Manuel Peña Rego (Ribadeo, 2 de junio de 1941 - ibídem, 5 de febrero de 2005) fue un historietista español, adscrito habitualmente al Grupo de La Floresta.

## Biografía
En sus inicios, tras realizar el servicio militar en el cuerpo de paracaidistas trabajó en el denominado grupo de la Floresta, un equipo de dibujantes que en 1967 instalaron un estudio en un chalet de La Floresta en Barcelona. Este grupo lo formaban, aparte de Suso, Adolfo Usero, Ramón Torrents, Esteban Maroto, Luis García y Carlos Giménez.
Trabajó para Selecciones Ilustradas, la agencia de Josep Toutain con la que publicó en el extranjero, en Alemania, en Gran Bretaña para la editorial Fleetway y posteriormente para las revistas de terror de la norteamericana Warren Publishing.
En los años 1980 abandonó la historieta para dedicarse a la fotografía, la docencia, diseño gráfico y, en los años 1990, a la realización de infografías y diseño de páginas web.
El 4 de febrero de 2006 se inauguró una calle con su nombre en el barrio de San Lázaro en Ribadeo.

## Obra[3]
Series
- Cinco x Infinito (en Delta 99, 1968); en las tres primeras entregas, y junto al colectivo Grupo de La Floresta, y sobre guiones de Esteban Maroto
- Safari en África (en Gran Pulgarcito, 1970), junto a otros autores y sobre guiones de Sánchez Pascual
- Gringo (en Gringo, 1970 ), junto a otros autores
- La Cobra de Rajasthan / Aventuras en la Selva (en Trinca, 1971), junto al colectivo Grupo de La Floresta y sobre guiones de Yáñez
- La Saga de las Víctimas (en Dossier Negro, 1975)
- Jeff Blake, el Hombre de Pinkerton (en Kung Fu, 1977), sobre guiones de Carlos Echevarría y F. Enríquez
- Control (en el mensual 1984, 1982), sobre guiones propios
- Wheeler (en Avui, 1983)

Seriales
- Aventuras en la Selva (Euredit: Euroaventuras, 4 núms., 1969)

Publicaciones
- Avui
- Bikini Cat
- Cimoc (sello Riego)
- Comix Internacional + Ilustración
- Creepy (época I)
- Delta (sello Delta)
- Delta 99
- Din Dan
- Dossier Negro
- Gran Pulgarcito
- Gringo
- Kung Fu
- 1984
- Pulgarcito Extraordinario Verano 1971
- Super Pulgarcito (época II)
- Terror Gráfico
- Trinca
- Vampus

Monografías
- El Buque Pirata (Bruguera: Joyas Literarias Juveniles, núm. 136, 1975), sobre guion de José Antonio Vidal Sales
- La Cadena de la Vida. Fauna Africana (Columna; 5 tomos, 1976), junto a Luis Roca y otros autores
- Solidaridad con El Papus (73 sellos editores, 1977); colectiva
- El Senado de España (Publicaciones del Senado, 1985), sobre guion de Fernando Guijarro

Fotografía
- Suso Peña: La Mirada Mágica (Publilar, 2006, ISBN 978-84-611-1666-9), por Daniel Cortezón, Jaime Fernández y Manuel López